# 李鑠
李鑠（1796年—？），字用介，号瓣香，汉军镶红旗人。道光壬辰举人，丙申进士。后任山东知县，钦加同知銜。

## 家族
- 高高祖李有名，康熙己未科进士，官吏部文选司主政；
- 高祖李文傑；
- 曾祖李瑾，官江苏湖州千总；
- 祖父李慶福，文生员；
- 父李懿恭，增生；
- 堂叔李成芳，嘉庆壬戌科进士，庶吉士，官江西知县；
- 妻蒋氏。[2]